# Vanessa ocellata
Vanessa ocellata är en fjärilsart som beskrevs av Stammeshaus 1954. Vanessa ocellata ingår i släktet Vanessa och familjen praktfjärilar. Inga underarter finns listade i Catalogue of Life.